# Logopedie
Logopedie is de behandeling van communicatiestoornissen met betrekking tot alle functies van de mond. Het komt van de Griekse woorden logos (woord) en paideia (opvoeding). Tijdens de behandelingen krijgt de cliënt zorg, training en adviezen met als doel het herstellen en onderhouden van de communicatie in al haar facetten zoals stemgebruik, uitspraak, gehoor en taal. Daarbij kan ook aandacht zijn voor andere mondfuncties zoals slikken, drinken en eten.

## Werkterrein van een logopedist
Logopedisten werken in een vrije vestiging (een eigen praktijk), het onderwijs, een audiologisch centrum, ziekenhuizen, revalidatiecentra, theaters, verpleeghuizen of in instellingen voor gehandicapten. De logopedist biedt hier therapie en advies aan mensen die problemen ondervinden op het gebied van spraak, taal, slik, stem en het gehoor. Daarnaast wordt een logopedist ingeschakeld als er sprake is van slikproblematiek of treedt hij op als stemtherapeut voor zangers, toneelspelers of andere beroepsbeoefenaars die vaak hun stem moeten gebruiken (bijvoorbeeld onderwijzers). Sommige logopedisten ontwikkelen ook een praktijk in remediëring van (vooral) schriftelijke communicatie en helpen dan leerlingen met dyslexie, dysorthografie of andere leerproblemen.
Een deel van de logopedisten biedt verder hoortraining aan, bijvoorbeeld in het kader van hoorrevalidatie na het implanteren van een cochleair implantaat.

### Preventieve logopedie
Preventieve logopedie of logopedisch opsporingsonderzoek zijn interventies die uitgevoerd worden door een logopedist, gericht op het bevorderen van de (voorwaarden voor de) normale communicatieve ontwikkeling, teneinde stagnatie in die ontwikkeling of gerelateerde ontwikkelingsgebieden (onder andere sociaal-emotioneel, leerprestaties) te voorkomen (=primaire preventieve logopedie), alsmede interventies die gericht zijn op het vroegtijdig onderkennen van problemen in de (voorwaarden voor de) communicatieve ontwikkeling en/of gerelateerde ontwikkelingsgebieden, teneinde verergering zo snel en effectief mogelijk tegen te gaan (secundaire preventieve logopedie).
Deze preventief logopedische interventies kunnen op het individu of een groep gericht zijn:
- Groepsgerichte algemene preventieve zorg: bijvoorbeeld participatie bij jeugdgezondheids- of school(gezondheids)beleid, of bij de systematische consultaties van Kind en Gezin
- Groepsgerichte zorg gericht op risicogroepen: bijvoorbeeld onderwijsachterstandsgebieden, maatwerkproducten basistakenpakket
- Individugerichte zorg op indicatie: bijvoorbeeld (vervolg)onderzoeken op verzoek van JGZ-artsen/verpleegkundigen of leerkrachten-/VVE-leidsters
- Individugerichte zorg gericht op alle individuen binnen een leeftijdsgroep: bijvoorbeeld CLB-screeningen bij een bepaalde leeftijdsgroep (5-jarigenscreening)

De preventieve logopedist is werkzaam binnen de sectoren jeugdgezondheidszorg, welzijn en/of onderwijs. Preventieve logopedie is dus een deelgebied van de logopedie.

## Vergoeding
In België regelt vooral de verplichte ziekteverzekering (RIZIV) de vergoeding van logopedische verstrekkingen. In Nederland wordt logopedisch onderzoek en behandeling vergoed door de basisverzekering. In Suriname wordt logopedie vergoed door de verzekeraar.

## Opleiding
In Vlaanderen bestaat een logopedistenopleiding op het niveau "professionele bachelor".
Een driejarige opleiding aan een hogeschool dus, waar praktijk en stage vooral in het laatste jaar een belangrijke plaats innemen. De opleiding wordt samen aangeboden met de afdeling audiologie, zodat men met een vierde jaar (een banaba) de twee diploma's kan verwerven.
Daarnaast bestaat er te Gent en te Leuven ook een universitaire opleiding "academische bachelor en master in de logopedische en audiologische wetenschappen". Hier ligt het accent meer op het wetenschappelijk onderzoek en logopedie-onderwijs, hoewel ook deze afgestudeerden zich als zelfstandig logopedist kunnen vestigen. Deze opleiding duurt vijf jaar. 
Aan de universiteit Gent wordt na het eerste jaar door de student gekozen voor enerzijds de specialisatie logopedie, of anderzijds de specialisatie audiologie. Aan de universiteit van Leuven wordt deze keuze gemaakt na het derde jaar. Deze keuze bepaalt grotendeels het verdere studietraject. Enkele algemene vakken worden samen gedoceerd.
Deze keuze bepaalt grotendeels het verdere studietraject. Enkele algemene vakken worden samen gedoceerd.
In Nederland bestaat een hbo-opleiding te Almere, Zwolle, Nijmegen, Eindhoven, Groningen , Rotterdam, Utrecht en Heerlen. Deze opleiding duurt vier jaar. Na het behalen van de opleiding verkrijgt men de titel Bachelor of speech language therapist. Daarnaast zijn er verschillende masters die op de opleiding aansluiten, bijvoorbeeld de masteropleiding logopediewetenschap van de Universiteit van Utrecht of de master toegepaste taalwetenschap aan de Vrije Universiteit Amsterdam met een specialisatie taalstoornissen. Het premaster-jaar dat hieraan voorafgaat, kan ook gevolgd worden via afstandsonderwijs. 
In Suriname bestaat sinds 2007 een hbo-opleiding. De eerste opleidingscoördinator was Wendy Redmond. De opleiding is ondergebracht bij het Instituut voor de Opleiding van Leraren.  Een groep van 12 studenten is in 2011 afgestudeerd. Zij verkregen de titel Bachelor of Health. Ook in 2011 studeerde een tweede groep af. De opleiding is in 2019 gesloten.

## Onderzoek
De logopediewetenschap richt zich op het begrijpen, diagnosticeren en behandelen van communicatiestoornissen en slikproblemen. Deze discipline combineert inzichten uit de taalkunde, psychologie, audiologie en medische wetenschappen om evidence-based interventies te ontwikkelen en verbeteren. In 2010 werd aan de Hogeschool Utrecht het eerste lectoraat logopedie opgericht onder leiding van Ellen Gerrits. Zij is sinds 2014 tevens de eerste logopedist die de leerstoel Logopediewetenschap bekleedt, met als doel het creëren van een beter wetenschappelijk fundament voor logopedische interventies.